# Karl Wilhelm Baumgarten-Crusius

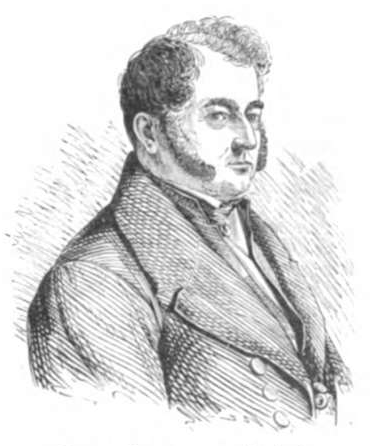
Rektor Karl Wilhelm Baumgarten-Crusius (1843)

Detlev Karl Wilhelm Baumgarten-Crusius (* 24. Januar 1786 in Dresden; † 12. Mai 1845 in Meißen) war ein deutscher Pädagoge.

## Leben
Detlev Karl Wilhelm Baumgarten-Crusius wuchs in einem evangelischen Pfarrhaus auf. Er war der Sohn des Diakons der Dresdner Kreuzkirche Gottlob August Baumgarten-Crusius (1752–1816) und dessen Ehefrau Charlotte Sophia, geb. Löwe († 7. März 1811 in Merseburg). Er hatte noch fünf Geschwister; von diesen ist namentlich bekannt: 
- Ludwig Friedrich Otto Baumgarten-Crusius, Hochschullehrer an der Universität Jena.

Nachdem er in der Kindheit durch seinen Vater sowie durch einen Hauslehrer unterrichtet worden war, kam er in die Klosterschule Dresden und am 1. Mai 1798 an die Fürstenschule Grimma zum Rektor Johann Heinrich Mücke, der bereits seinen Vater unterrichtet hatte.
1803 schrieb er sich an der Universität Leipzig ein und studierte Theologie, Philosophie und Philologie; dort hörte er unter anderem die Vorlesungen von Gottfried Hermann.
Aufgrund bestehender Freundschaften hörte er auch Vorlesungen an der Universität Halle bei Friedrich August Wolf.
Nach dem Studium bestand er Anfang Mai 1806 beim Oberhofprediger Franz Volkmar Reinhard das theologische Examen und war längere Zeit als Choralis (Musiklehrer) an der Domschule in Merseburg beim damaligen Rektor Johann August Hennicke (1751–1828), bevor er 1810 zum Konrektor des dortigen Domgymnasiums ernannt wurde. Als Merseburg nach dem Krieg Preußen zugesprochen wurde, folgte er der Berufung als Konrektor an die Kreuzschule nach Dresden. Ende 1832 erfolgte dann seine Ernennung zum Rektor der Fürstenschule Meißen; am 11. Januar 1833 trat er dort sein Amt an.
Während seiner Tätigkeit an der Fürstenschule konnte er durch den Einsatz von zeitgemäßen Reformen für eine Hebung der Schule sorgen.
Karl Wilhelm Baumgarten-Crusius war seit dem 13. Mai 1810 mit Susanne, Tochter des Merseburger Stiftsamtmanns Adolf Gottfried Praße verheiratet, gemeinsam hatten sie neun Kinder. Von seinen Kindern ist namentlich bekannt:
- Arthur Baumgarten-Crusius.

### Schriftstellerisches Wirken
Karl Wilhelm Baumgarten-Crusius verfasste mit seinem Werk Vier Reden an die deutsche Jugend über Vaterland, Freiheit, deutsche Bildung und das Kreuz eine Schrift, die sich für die vaterländische Sache einsetzte, und in Briefen über die Bildung und Kunst in Gelehrtenschulen entwickelte er seine Ansichten über Erziehung und Unterricht. Weiterhin verfasste er einige philologische Arbeiten.

## Auszeichnungen
- 1843 erhielt er zur 300-Jahr-Feier der Schule aus der Hand des Staatsministers Eduard von Wietersheim das Ritterkreuz des sächsischen Zivilverdienstordens.[1]
- Am 1. Juli 1843 erhielt er von der theologischen Fakultät der Universität Jena das Diplom als Doktor der Theologie.

## Schriften (Auswahl)
- Clavus Suetoniana. Leipzig : Fischer, 1813.
- Caius Suetonii Tranquilli opera. Lipsiae, 1816.
- Vier Reden an die deutsche Jugend über Vaterland, Freiheit, deutsche Bildung und das Kreuz. Leipzig 1816.
- Clavis Suetoniana triplicem continens indicem: primum nominum propriorum alterum Latinitatis cum corollario de genere dicendi Suetonii etc., tertium Graecorum, quae in Suetonio leguntur. Lipsiae: Fleischer, 1818.
- Reise aus dem Herzen in das Herz. Hilscher, 1819.
- Reise auf der Post von Dresden nach Leipzig. Dresden Hilscher 1820.
- Homeri Odyssea: cum interpretationis Eustathii et reliquorum grammaticorum delectu, suisque commentariis. Lipsiae : Sumptibus C.H.F. Hartmanni, 1822–1824.
- Opera. Augustae Taurinorum, 1823–1826.
- Eutropii breviarium historiae Romanae. Lipsiae: Teubner, 1824.
- Briefe über Erziehung und Bildung in Gelehrtenschulen. Leipzig 1824.
- Leroy.; Ferdinand Philippi; Detlev Karl Wilhelm Baumgarten-Crusius: Der erzählende Lateiner: d. i. Selectae narratiunculae facetae ac lepidae pleraeque omnes ignotae; ein praktisches Hilfsbuch zur Einübung der lateinischen Conversationssprache, bei dem Schulgebrauche und bei Privatübungen. Dresden: Paul Gottlob Hilscher, 1824.
- Die Geschichte der Schweiz. Dresden: Hilscher, 1826.
- Über das Schulwesen der Stadt Dresden. Dresden 1831.
- De oratoribus Graecis, maxime Isocrate, egregiis institutionis publicae magistris. Meissen Klinkicht 1833.
- Symbolae ad Lexica Graeca ex Aretaeo Cappadoce, scriptore medico. Meissen Klinkicht 1834.
- Dissertatio de scriptoribus saeculi post Christum secundi, qui novam religionem impugnaverunt vel impugnasse creduntur. Misenae: Klinkicht, 1845.